# Rödnäbbad nötväcka
Rödnäbbad nötväcka (Sitta frontalis) är en asiatisk fågel i familjen nötväckor inom ordningen tättingar.

## Utseende och levnadssätt
Rödnäbbad nötväcka är en liten fågel med en kroppslängd på endast tio centimeter. Den är vackert violblå ovan, med svart panna, svartspetsad röd näbb och syrenfärgad undersida. Den har även ett ljust öga. Hanen har ett svart ögonstreck som honan saknar. Den förekommer i olika typer av öppna skogsområden.

## Utbredning och systematik
Rödnäbbad nötväcka delas in i fem underarter med följande utbredning:
- Sitta frontalis frontalis – förekommer i Indiska halvön, Thailand, Sumatra, Linggaarkipelagen och Bangka
- Sitta frontalis saturatior – förekommer från thailandska halvön till Malackahalvön och Sumatra samt på Simeulue utanför Sumatra
- Sitta frontalis corallipes – förekommer på Borneo och Maratuaöarna
- Sitta frontalis palawana – förekommer i södra Filippinerna (Palawan och Balabac)
- Sitta frontalis velata – förekommer på Java

### Släktskap
DNA-studier visar att rödnäbbad nötväcka bildar en grupp med filippinnötväcka (S. oenochlamys) och möjligen gulnäbbad nötväcka (S. solangiae). Dessa är systergrupp till blånötväckan (S. azurea).

## Status och hot
Arten har ett stort utbredningsområde och betraktas som vanlig eller mycket vanlig i rätt miljö. Den minskar dock i antal, dock inte tillräckligt kraftigt för att den ska betraktas som hotad. IUCN kategoriserar därför arten som livskraftig (LC). Världspopulationen har inte uppskattats men den beskrivs som vanlig eller mycket vanlig i rätt miljö.